# Пшонгі
Пшо́нгі (рос. Пшонги, чув. Пшонкă) — присілок у складі Красноармійського району Чувашії, Росія. Входить до складу Ісаковського сільського поселення.
Населення — 67 осіб (2010; 80 у 2002).
Національний склад:
- чуваші — 99 %